# Elektriciteitscentrale Chvaletice
De Chvaletice-elektriciteitscentrale is een grote bruinkoolgestookte thermische centrale in Chvaletice, Tsjechië. Blokken 3 en 4 gebruiken een 300m-hoge in 1977 gebouwde schoorsteen, dewelke de hoogste vrijstaande constructie in Tsjechië is.